# Języki Równiny Jezior
Języki Równiny Jezior (ang. Lakes Plain languages) – rodzina językowa z prowincji Papua w Indonezji, występująca w nisko położonym obszarze dorzecza rzeki Mamberamo (dopływy Taritatu i Tariku). Obejmuje ok. 20 języków papuaskich. Łącznie posługuje się nimi 5 tys. ludzi (są to języki niewielkich społeczności). Są słabo udokumentowane.
Na tle języków papuaskich wyróżniają się nietypowymi cechami fonetycznymi. Są językami wysoce tonalnymi, część z nich charakteryzuje się brakiem spółgłosek nosowych lub szczelinowych. Ich systemy tonalne należą wręcz do najbardziej złożonych w rejonie Nowej Gwinei. Na poziomie gramatyki wykazują cechy analityczne i izolujące. Mogą być spokrewnione z bliskimi typologicznie językami sko.
Większość języków Równiny Jezior nie została dobrze poznana przez lingwistów, zwłaszcza z perspektywy gramatycznej. Dokumentacja niektórych z nich ogranicza się do listy słów. Opracowania gramatyki sporządzono dla języków iau i obokuitai.

## Klasyfikacja[4]
Języki papuaskie
Języki Równiny Jezior
Grupa awera (1)
język awera [awr]
Grupa wschodnia (2)
język diebroud [tbp]
język foau [flh]
Grupa rasawa-saponi (2)
język rasawa [rac]
język saponi [spi]
Grupa tariku (15)
Grupa centralna (2)
język edopi [dbf]
język iau [tmu]
Grupa duvle (1)
język duvle [duv]
Grupa wschodnia (9)
język biritai [bqq]
język doutai [tds]
język eritai [ert]
język kaiy [tcq]
język kwerisa [kkb]
język obokuitai [afz]
język papasena [pas]
język sikaritai [tty]
język waritai [wbe]
Grupa zachodnia (3)
język fayu [fau]
język kirikiri [kiy]
język tause [tad]